# 东关站
东关站是一个淮南线上的铁路车站，位于安徽省马鞍山市含山县林头镇东关社区，建于1935年，目前为三等站，邮政编码为238102。目前客运：不办理旅客乘降、行李、包裹托运；货运：办理整车货物发到；危险货物仅办理农药、化肥发到。